# Es ist kompliziert..!
Es ist kompliziert..! ist eine romantische Komödie aus dem Jahr 2015, in der Simon Pegg, Lake Bell und Rory Kinnear mitspielen. Regisseur des Films ist Ben Palmer. Der Film lief am 30. Juli 2015 in den deutschen Kinos an und wird von Studiocanal verliehen.

## Handlung
Nancy ist Mitte 30 und ziemlich verzweifelt: Sie hatte seit längerem keinen Partner mehr und verlässt sich auf die Tipps ihrer Schwester Elaine. Doch auch das funktioniert nicht.
Als sie auf dem Weg zur Hochzeitstagsfeier ihrer Eltern ist, trifft sie im Zug auf Jessica, einer jungen Frau, die versucht, ihr bei ihrem Problem zu helfen. Jessica überlässt Nancy ihr Beziehungstipp-Buch "6 Milliarden Menschen und Ich". Als Nancy versucht, ihr beim Verlassen des Zuges das Buch zurückzugeben, verliert sie sie aus den Augen und bleibt unter einer Bahnhofsuhr stehen, die als Treffpunkt fungiert – mit dem Buch in der Hand. Dann taucht Jack, ein 40-jähriger, frisch geschiedener Mann, auf, der denkt, Nancy sei seine Blind-Date-Partnerin Jessica. Jack hat genau das gleiche Buch, das als Erkennungszeichen dient. Während Jessica sich ein neues Buch kauft, um danach auf ihr Date zu warten, brechen Jack und Nancy auf.
Sie laufen quer durch London und unterhalten sich über alles Mögliche. Beide finden Gefallen aneinander, und Nancy verpasst den richtigen Moment, ihm die Wahrheit zu erklären – so lässt sie Jack vorerst im Glauben, sie sei Jessica. Die Folge dessen ist eine völlig verrückte Nacht. In dieser Nacht trifft Nancy auf einer Bowlingbahn auf ihren alten Schulfreund Sean, der Nancy verspricht, Jack nichts über ihre wahre Identität zu erzählen, wenn sie ihn auf der Toilette küsst. Doch daraus wird nichts, da Jack plötzlich hereinkommt. Sean klärt Jack über Nancys wahren Namen auf, woraufhin Nancy Jack beichtet, dass sie gar nicht sein erwartetes Blind Date ist.
Daraufhin streiten die beiden und gehen verschiedene Wege: Nancy macht sich auf den Weg zum 40. Hochzeitstag ihrer Eltern, zu deren Feier sie ohnehin zu spät kommt. Jack trifft sich mit seiner richtigen Blind-Date-Partnerin Jessica. Doch dummerweise haben Jack und Nancy ihre Notizbücher vertauscht. Zudem stellt Jack fest, dass er in Nancy verliebt ist und dass die 24-jährige Jessica nicht zu ihm passt. Er macht sich auf die Suche nach Nancy. Da er ihre Telefonnummer nicht hat und sie nicht auf Facebook ist, bleibt ihm nur übrig, Sean um Hilfe zu bitten, sie zu suchen.
In der Wohngegend von Nancys Eltern angekommen, gibt Sean Jack eine falsche Hausnummer, um Nancy selbst aufzusuchen. Jack kommt stattdessen bei einer Party von Jugendlichen an. Als Nancy bei der Feier ihrer Eltern ankommt, bricht sie in Tränen aus. Ihre Familie versucht sie zu trösten. Als sie sich wieder gefangen hat, hält sie ihre Rede anlässlich des Hochzeitstages ihrer Eltern. Sie erzählt von ihrem Abend mit Jack, was auch erklärt, warum sie zu spät zur Feier kam.
Währenddessen schafft es Jack mit Hilfe der betrunkenen Jugendlichen zum Haus von Nancys Eltern. Dort gesteht er ihr seine Liebe, und die beiden werden ein Paar.

## Hintergrund
Die Weltpremiere war am 19. April 2015 bei dem Tribeca Film Festival. Der Film kam am 29. Mai 2015 in die britischen Kinos.

## Rezeption
Für die Redaktion von filmstarts.de kann Es ist kompliziert..! mit erfolgreichen Filmen wie Notting Hill mithalten; Simon Pegg lasse sich von Lake Bell charmant an die Wand spielen. Auf kino.de wurde das Sympathische, Überdrehte und Ehrliche gelobt. Außerdem wurde geschrieben, dass sich London im Film authentisch zeige. Auf cinema.de wird erwähnt, dass der Film im Gegensatz zu anderen romantischen Komödien nicht kitschig sei, dass die Chemie zwischen Lake Bell und Simon Pegg stimme und dass Es ist kompliziert..! die beste britische Romanze seit längerer Zeit sei.
Der Film hält auf Rotten Tomatoes eine Bewertung von 80 %, basierend auf 80 Kritiken und einer Durchschnittsbewertung von 6,3/10.